# Eukoenenia sakalava
Eukoenenia sakalava is een spinnensoort in de taxonomische indeling van de Palpigradi.
Het dier komt uit het geslacht Eukoenenia. Eukoenenia sakalava werd in 1950 beschreven door Rémy.